# Риф Гейзер
Риф Гейзер (фр. Banc du Geyser) — майже повністю прихований водою кораловий риф в північно-східній частині Мозамбіцької протоки.

## Географія
Риф розташований в 110 км на північний схід від острова Майотта, в 122 км на північний захід від островів Глоріосо (Глорйоз), і в 200 км на північний захід від узбережжя острова Мадагаскар.
Риф має форму овалу 8 км в довжину і 5 км в ширину, який показується над водою лише під час відливу, за винятком кількох скель в південній частині, постійно піднімаються над водою. У східній частині рифа є ряд піщаних острівців, покритих травою і дрібним чагарником. Вхід в центральну лагуну можливий з південно-східного напрямку. Риф Гейзер і риф Зеле, який знаходиться трохи південніше, розташовані на жерлах підводного вулкана.

## Історія
Риф був відомий ще арабським мореплавцям і з'являється вже на картах IX століття. В районі 1650 року риф з'являється на іспанських картах під назвою ісп. Arecife de Santo Antonio. 23 грудня 1678 року на риф налетіло британське судно «Geysir», після чого він і отримав сучасну назву.

## Питання приналежності
З точки зору Франції, риф знаходиться у виключній економічній зоні островів Глорйоз. Комори оскаржують це, вважаючи, що риф відноситься до їх виключної економічної зони. У 1976 році Мадагаскар проголосив анексію рифа (в районі якого могли бути поклади нафти), однак він як і раніше контролюється Францією.

## Флора і фауна
Риф є місцем проживання морських птахів.